# Sinovenator
Sinovenator ("čínský lovec") byl rod troodontidního teropodního dinosaura, žijícího na území dnešní Číny v období spodní křídy (asi před 128 miliony let). Typový a jediný dosud známý druh S. changii byl popsán týmem čínských a amerických paleontologů v roce 2002. Dva jedinci, tvoření nekompletním kraniálním i postkraniálním materiálem (IVPP 12615 a IVPP 12583) jsou ve sbírkch pekingského institutu obratlovčí paleontologie a paleoantropologie.

## Popis

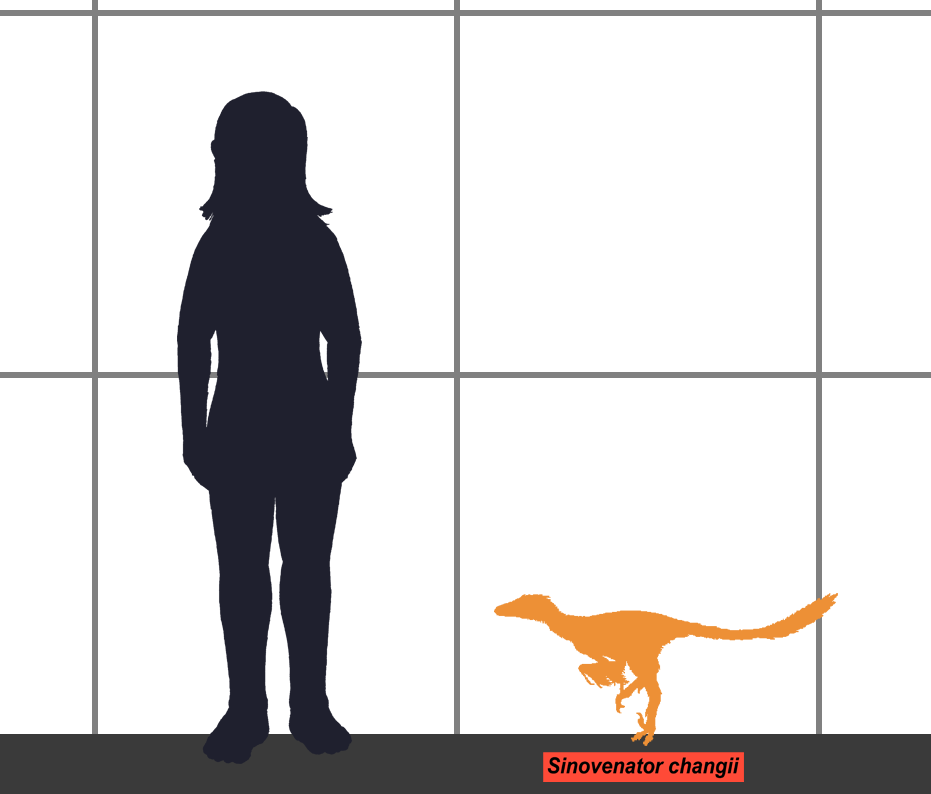
Sinovenator - porovnání velikosti.

Rozměry tohoto dinosaura jsou odhadovány na 1 až 1,2 metru délky a 2,5 kg hmotnosti. Sinovenator byl tedy velmi malým dinosaurem, měl zhruba velikost kuřete. Podle jiných odhadů mohl tento teropod vážit až 26,5 kg.

## Systematické zařazení
Sinovenator byl vývojově primitivním troodontidem, dnes nejbazálnějším popsaným zástupcem této čeledi malých dravců (ještě starší je dosud nepopsaný WDC DML 001 ze svrchní jury USA). Sinovenator sdílí společné odvozené znaky s dromeosauridy a avialany, se kterými tvoří troodontidi klad Paraves. Blízkým příbuzným v rámci podčeledi Sinovenatorinae byl například další čínský rod Sinusonasus.